# Albert Schou
Albert Schou (27. marts 1849 – 4. februar 1900) var en dansk fotograf.

## Livshistorie
Han var uddannet kontorist og løjtnant, og 1867 gik han i kompagniskab med Clemens Weller, Georg E. Hansen og N.C. Hansen i det senere så kendte firma Hansen, Schou & Weller i Schimmelmanns Palæ i Bredgade i København.
1887 gik han solo og åbnede sit eget atelier på Købmagergade 45, som han drev indtil 1898. Allerede i 1883 nævnes han i reklamer som selvstændig fotograf i Holmens Kanal 12. Nogle af hans fotografier bærer desuden adressen "Tivolis Facadebygning", dvs. Vesterbrogade. Han døde i 1900.
Hans søn Albert Schou jr. (Albert Christian Ludvig Max Schou, 1878-1944) var også fotograf og videreførte faderens forretning. Sønnen havde da allerede i nogle år drevet sit eget atelier på Frederiksborggade 1, hjørnet af Kultorvet. Albert Schou jr. vandt i 1893 sølvmedalje på verdensudstillingen i Chicago.